# Faxinalzinho
Faxinalzinho es un municipio brasileño del estado de Rio Grande do Sul. Su población estimada para el año 2004 era de 2845 habitantes y para el 2010 era de 2567 habitantes. Ocupa una superficie de 143,4 km² y el punto de mayor altitud se encuentra a 694 m s.n.m.